# Ерик Р. Кандел
Ерик Ричард Кандел (њем. Erich Richard Kandel; Беч, 7. новембар 1929) је аустријско-амерички неуронаучник и неуропсихијатар. Добитник је Нобелове награде за физиологију или медицину за истраживања у области биолошке основе процеса учења и памћења.

## Дјетињство и образовање
Ерик Ричард Кандел је рођен 7. новембра 1929. године у Бечу. Његова мајка, Шарлота, потиче из породице Ашкенази Јевреја из Коломије у тадашњој Аустроугарској (данас Покутија на територији Украјине). Његов отац, Херман, је поријеклом из Олеска, такође у саставу ондашње Аустроугарске монархије. Почетком Првог свјетског рата су се преселили у Беч, гдје су се и упознали, а касније и вјенчали 1923. године. Ериков старији брат, Луис, рођен је 1924. године.
Ериков отац је посједовао продавницу играчака, у којој је радила и његова супруга. Породица Кандел је живјела у малом стану, у непосредној близини медицинског факултета, као и улице у којој је становао Сигмунд Фројд, чувени психијатар и зачетник психоанализе. У истом насељу је завршио основну школу, пратећи старијег брата и истовремено дивећи се његовом интелекту. У периоду када је Ерик почињао да чита и пише, Луис је владао Старогрчким језиком и свирао клавир.
Његово најраније дјетињство је протекло у изузетно нестабилном периоду свјетске историје, обиљежено успоном Адолфа Хитлера и нацистичке Њемачке која је тежила да анектира Аустрију. Тадашњи аустријски канцелар, Курт фон Шушинг, је покушао да се успротиви припајању Аустрије Њемачкој, међутим није успио да сачува независност државе. 14.3.1938. Хитлер је ушао у Беч и дочекан је са изузетно великим одушевљењем од стране Аустријанаца. Са друге стране, антисемитизам, као један од постулата фашистичке идеологије, је кулминирао у ноћи између 9. и 10.11.1938, познатој као и Кристална ноћ, у којој су брутално уништене све јеврејске зграде и радње, као и синагоге.
Догађаји из овог периода ће касније снажно утицати на Ерикову одлуку да проучава људско понашање како би могао да разумије како је „једно високо образовано и културно уздигнуто друштво које је цивилизацији подарило музику Хајдна, Моцарта и Бетовена у сљедећем тренутку посрнуло у варварство.” 
Због тадашње политичке ситуације, породица Кандел емигрира у Њујорк (САД) 1939. године. Ерик у Сједињеним Америчким Државама завршава основну и средњу школу, а потом уписује студије европске историје и књижевности. Инспирисан догађајима који су обиљежили његово дјетињство у Бечу, пише дипломски рад на тему „Однос три њемачка писца ка националсоцијализму: Карл Цукмајер, Ханс Кароса и Ернст Јингер” (енг. The Attitude Toward National Socialism of Three German Writers: Carl Zuckmayer, Hans Carossa, and Ernst Junger).
Током студија упознаје колегиницу Ану Крис (њем. Anne Kris) чији су родитељи, Ернст и Маријана Крис (њем. Ernst Kris, Marianne Kris) били чувени психоаналитичари. У том раздобљу свог живота, под утицајем Аниних родитеља, Ерик бива фасциниран психоанализом и могућношћу истраживања људског ума. Из тих разлога, 1952. уписује студије медицине на Медицинском факултету Универзитета у Њујорку (енг. New York University School of Medicine) како би специјализирао психијатрију, а касније постао квалификовани психоаналитички оријентисан психотерапеут. На посљедњој години студија се заинтересовао за биолошку основу медицинских наука и одлучио да се опроба у научноистраживачком раду у лабораторији на Универзитету Колумбија (енг. Columbia University) под менторством Хари Грандфеста (енг. Harry Grundfest).

## Рани научноистраживачки рад
У лабораторији на Универзитету Колумбија Ерик се први пут сусреће са различитим методама неурофизиологије, као што је на примјер интрацелуларно регистровање електричне активности неурона помоћу микроелектрода. Такође, под утицајем Штефен Куфлера (мађ. Stephen Kuffler) упознаје се са начином извођења експеримената на бескичмењацима. Убрзо након тога се прикључује лабораторији за неурофизиологију при Националном институту за ментално здравље (енг. National Institute of Mental Health). 
Ту се сусреће са најновијим научним достигнућима која ће одредити даљи ток његових интересовања. Неурохирург Вилијам Сковил (енг. William Scoville) описује случај пацијента којем је билатерално уклоњен темпорални режањ мозга, укључујући оба хипокампуса, у циљу терапије епилептичних напада. Посљедица те интервенције је била немогућност формирања дуготрајне меморије.  Карл Лешли (енг. Karl Lashley) истражујући кору великог мозга пацова у циљу одређивања потенцијалног центра меморије, долази до закључка да се сјећања чувају дифузно у кортексу.  Инспирисан са једне стране психијатријом, са друге стране биолошком основом психе, истраживање ћелијских и молекуларних механизама учења и памћења се намеће као идеално подручје за проучавање. Вођен том идејом, Ерик заједно са Алден Спенсером (енг. Alden Spencer) почиње да испитује електрофизиолошка својства неурона хипокампуса.
У току истраживања закључују да је хипокампус изузетно сложена структура са великим бројем нервних ћелија и још више синапси између њих. Стога, Кандел се окреће тражењу једноставних експерименталних животиња чије једноставно понашање може бити модификовано учењем. Вјеровао је да су механизми учења и памћења филогенетски очувани и да би анализа истих процеса на једноставним организмима могла да да̄ увид у универзалне механизме присутне код комплекснијих бића, укључујући и човјека. Након обимне анализе, зауставља се на џиновском морском пужу, лат. Aplysia depilans чије су предности биле посједовање малог броја великих нервних ћелија, које су могле лако да се идентификују.
Размишљајући о методама истраживања, долази до идеје примјене Павловљевог класичног условљавања на неуронске синапсе.

## Aplysia depilans- фокус на неурофизиолошке механизме понашања
1964. године Кандел одлази на постдокторске студије у Париз, како би сарађивао са Ладиславом Током (фран. Ladislav Tauc). Они су изоловали абдоминални ганглион морског пужа, као и периферне нерве са којима је повезан. Унутар тијела нервних ћелија ганглиона су поставили микроелектроде које су детектовале постсинаптичке потенцијале изазване стимулацијом два сензорна нерва - први је изазивао мали ексцитаторни постсинаптички потенцијал, други знатно већи. Та два стимулуса су упарена респективно. Резултати су показали да је на постсинаптичкој мембрани одређених ћелија ганглиона, иницијални слабији стимулус био знатно фацилитиран као посљедица репетитивног упаривања са другим снажнијим стимулусом.
По повратку у Њујорк, Кандел оснива лабораторију специјализовану за проучавање неуробиологије понашања при Медицинском факултету Универзитета у Њујорку, обнавља сарадњу са Спенсером и започиње исту са Џејмс Шварцом (енг. James Schwartz). Тим је одлучио да се фокусира на проучавање једноставног рефлекса повлачења шкрга и могућност модификације истог приликом процеса учења. Такође, дефинисали су потенцијални неурофизиолошки супстрат измјене рефлексне активности, као посљедицу учења методом класичног условљавања.
Сљедећи корак у истраживању је представљао дефинисање молекуларних промјена које се одвијају на синапсама током процеса учења.

## Молекуларно-биолошка основа краткорочне и дугорочне меморије
Током истраживања се показало да различити биолошки механизми учествују у формирању краткотрајне, односно дуготрајне меморије. У првом случају, након стимулације сензитивног нерва, примијећено је да долази до повећања концентрације цикличног аденозинмонофосфата (cAMP) и посљедичног повећања протеин киназе А (PKA). У другом случају, усљед пролонгиране стимулације као услова за формирање дугорочне меморије, претходно дефинисана каскада се наставља активацијом транскрипционог фактора - CREB што резултира синтезом протеина и структурним промјенама специфичним за стимулисану синапсу.
Ови резултати представљају полазну тачку ка даљој анализи и бољем разумијевању људског мозга, првенствено хипокампуса као мјеста гдје се одвија процес консолидације меморије.

## Политички ставови
Након добијања Нобелове награде 2000. године, у Бечу је био означен као „аустријски нобеловац“, што је он препознао као „типично бечки: опортунистички, неискрено и некако лицимјерно.“ На питање тадашњег аустријског предсједника, Томаса Клестила (њем. Thomas Klestil) како би држава могла да се искупи, Кандел је предложио да се преименује улица у Бечу које је носила име по Карлу Лугеру (њем. Karl Lueger), иначе једном од представника антисемитизма, до чега је и дошло 2012. године. 

## Награде и признања
- Диксонова награда (1983)
- Ласкерова награда (1983)
- Национална медаља за допринос науци (1988)
- Харвијева награда (1993)
- Волфова награда за медицину (1999)
- Нобелова награда за физиологију или медицину (2000), подијељена са Арвид Карлсоном (швед. Arvid Carlsson) и Пол Грингардом (енг. Paul Greengard)

## Филмографија
Инспирисана Канделовом аутобиографијом У потрази за сјећањем (енг. In Search of Memory), њемачка филмска редитељка Петра Ӡигер (њем. Petra Seeger) је снимила филм.